# 武汉大学高级研究中心
武汉大学高级研究中心，由邹恒甫于1994年创立，2005年分拆。2012年恢复数理经济与数理金融系。其与高等研究院除了名字相近没有其他关系。